# سی‌یک
سی‌یک (انگلیسی: CIECH) شرکت صنایع شیمیایی لهستانی است، که در سال ۱۹۴۵ تأسیس شد.